# Chaetocauda sichuanensis
Chaetocauda sichuanensis — монотипний вид родини вовчкових (Gliridae). Відомий лише з п'яти зразків (Smith and Xie 2008). Етимологія: лат. chaeto — «волосся», лат. cauda — «хвіст».

## Морфологія

### Морфометрія
Голова і тіло довжиною 90—91 мм, хвіст довжиною 92—102 мм, вага 24.5—36 грам.

### Зовнішність
Рід Chaetocauda нагадує рід Myomimus, але різниться темно каштанового кольору навколо очей, більшими вухами й тим, що хвіст має палицеподібну форму і вкритий густими волосками, а не загострений і з тонким волоссям, як у Myomimus. 

## Поширення та біологія
Цей вид є ендеміком Китаю, де живе в провінції Сичуань. Займає субальпійські мішані ліси, що містять хвойні та широколисті дерева. Веде нічний спосіб життя і гніздиться на невеликих деревах, на висоті 3.0–3.5 метра над землею. Харчується зеленими рослинами. Пологи відбувається в травні, приплід становить четверо дитинчат.

## Загрози та охорона
Втрата середовища проживання внаслідок лісозаготівлі, найімовірніше, серйозно загрожує цьому виду. Цей вид був записаний у двох заповідниках (CSIS 2008) і може бути присутнім в інших природоохоронних територіях.